# Jean-Paul Mazaroz
 (mars 2023).
La mise en forme du texte ne suit pas les recommandations de Wikipédia : il faut le « wikifier ».
Les points d'amélioration suivants sont les cas les plus fréquents :
- Les titres sont pré-formatés par le logiciel. Ils ne sont ni en capitales, ni en gras.
- Le texte ne doit pas être écrit en capitales (les noms de famille non plus), ni en gras, ni en italique, ni en « petit »…
- Le gras n'est utilisé que pour surligner le titre de l'article dans l'introduction, une seule fois.
- L'italique est rarement utilisé : mots en langue étrangère, titres d'œuvres, noms de bateaux, etc.
- Les citations ne sont pas en italique mais en corps de texte normal. Elles sont entourées par des guillemets français : « et ».
- Les listes à puces sont à éviter, des paragraphes rédigés étant largement préférés. Les tableaux sont à réserver à la présentation de données structurées (résultats, etc.).
- Les appels de note de bas de page (petits chiffres en exposant, introduits par l'outil «  Source ») sont à placer entre la fin de phrase et le point final[comme ça].
- Les liens internes (vers d'autres articles de Wikipédia) sont à choisir avec parcimonie. Créez des liens vers des articles approfondissant le sujet. Les termes génériques sans rapport avec le sujet sont à éviter, ainsi que les répétitions de liens vers un même terme.
- Les liens externes sont à placer uniquement dans une section « Liens externes », à la fin de l'article. Ces liens sont à choisir avec parcimonie suivant les règles définies. Si un lien sert de source à l'article, son insertion dans le texte est à faire par les notes de bas de page.
- La présentation des références doit suivre les conventions bibliographiques. Il est recommandé d'utiliser les modèles {{Ouvrage}}, {{Chapitre}}, {{Article}}, {{Lien web}} et/ou {{Bibliographie}}. Le mode d'édition visuel peut mettre en forme automatiquement les références.
- Insérer une infobox (cadre d'informations à droite) n'est pas obligatoire pour parachever la mise en page.

Pour une aide détaillée, merci de consulter Aide:Wikification.
Si vous pensez que ces points ont été résolus, vous pouvez retirer ce bandeau et améliorer la mise en forme d'un autre article.
Jean-Paul Mazaroz, né le 6 décembre 1823 à Lons-le-Saunier et mort le 4 mars 1900 à Paris, est un sculpteur ébéniste qui publia de nombreux ouvrages d'économie sociale le situant dans la mouvance du socialisme utopique. Amateur éclairé et grand collectionneur de tableaux, il fut l'un des mécènes de son ami Gustave Courbet.

## Biographie

### L'artiste industriel
Comme il avait l'habitude de se désigner.

#### Formation
Après trois années d'apprentissage de la sculpture sur bois, il bénéficia d'une bourse du conseil général du Doubs qui lui permit de suivre les cours de l'école de sculpture des Beaux-Arts de Dijon, où il montra très vite de solides dispositions pour son art, comme le montre l’œuvre en plâtre, La Nymphe de l'Ain, réalisée en 1849 et dont il fit don au musée de Lons-le-Saunier. En 1849, il quitta Dijon pour Paris où il devint l'élève du sculpteur François Jouffroy, avant de s'installer fabricant de meubles sculptés boulevard Beaumarchais.

#### La maison Mazaroz-Ribaillier
En 1852, il s'associa avec un autre fabricant de meubles sculptés, Pierre Ribaillier l'aîné, installé boulevard des Filles-du-Calvaire. Après avoir épousé, en 1853, la fille aînée de son associé, Mazaroz prit très vite une influence prépondérante dans l'entreprise et son esprit créateur fut reconnu lors de l'Exposition universelle de 1855 où il obtint une médaille de première classe pour un grand buffet sculpté, qualifié de « pièce d'ébénisterie la plus remarquée de l'Exposition »[Par qui ?], dont Napoléon III fit l'acquisition pour meubler son cabinet de travail au château de Saint-Cloud.
Il installa, à cette époque, de vastes ateliers rue Ternaux-Popincourt, consacrés à la fabrication de mobilier sculpté en bois massif et équipés de machines-outils après l'Exposition universelle de Londres en 1862 à laquelle participa la maison Mazaroz-Ribaillier.
En 1865, la fabrique de la rue Ternaux-Popincourt occupait 600 ouvriers dont 250 sculpteurs, ce qui situait l'entreprise parmi les plus importantes de la capitale.
Après la mort de Pierre Ribaillier en 1868, et la dissolution de la société, Mazaroz poursuivit son activité en nom personnel sous la dénomination « Mazaroz-Ribaillier ». Une nombreuse et riche clientèle, allant des cours étrangères (notamment celles de Madrid, de Constantinople et de Saint Petersbourg), aux grands noms de l'aristocratie et de la bourgeoisie française et européenne ainsi que d'importantes commandes publiques, assura pendant longtemps l'exceptionnelle réussite de Mazaroz dont la notoriété ne faisait que croître à l'occasion des Expositions universelles (Londres 1862, Paris 1867, Vienne 1874, Philadelphie 1876, Paris 1878) auxquelles il fournissait toujours une participation remarquée.
Après la chute du Second Empire, la guerre et la Commune, Mazaroz dut faire des investissements importants pour développer son activité et construire de nouveaux ateliers situés 94 boulevard Richard-Lenoir, adresse où il établit également son domicile et conserva une importante collection de tableaux. Mais après avoir connu une situation florissante (un million de chiffre d'affaires annuel avant 1870), Mazaroz vit l'activité de son entreprise diminuer considérablement à partir du milieu des années 1880. Si bien que ses bénéfices ne pouvant plus assurer l'amortissement de ses investissements, il dut se résoudre à solliciter sa mise en liquidation judiciaire qui lui fut accordée par le tribunal de commerce de la Seine le 26 décembre 1889. 
Le 2 avril 1890, le tribunal de commerce homologua le concordat conclu avec ses créanciers auxquels Mazaroz abandonna tous ses biens.Toutes ses collections furent dispersées à l'hôtel Drouot à l'occasion de 10 ventes de mai à décembre 1890.

### L'homme engagé

#### Le penseur social
De 1862 à 1887, il publia un nombre considérable d'ouvrages, parfois de simples brochures, qui permettent de le rapprocher des auteurs socialistes utopiques de sa génération, dont plusieurs étaient comme lui franc-comtois. Il possédait d'ailleurs dans sa galerie de tableaux le portrait peint par Gustave Courbet en 1850 de l'apôtre Jean Journet, ce philosophe utopiste, disciple de Fourrier, qui séjourna un temps au Texas dans le phalanstère de Victor Considérant.

#### Le franc-maçon
Il fut initié en 1863 dans une loge parisienne du Suprême Conseil "Justice 133", au recrutement élitiste qui comprenait de nombreuses personnalités hostiles à l'Empire: des journalistes, hommes de lettre, avocats et hommes politiques radicaux, dont certains jouèrent un rôle notable pendant la Commune comme Charles Beslay ou Jules Vallès. Lors de leur initiation la plupart des membres, dans leur testament philosophique, ne se reconnaissaient aucun devoir envers Dieu. Par la suite, sous la Troisième République, plusieurs membres de la loge "Justice 133" entreprirent de brillantes carrières ministérielles : Charles Floquet, Henri Brisson ou encore Gustave Mesureur.

#### Le républicain
Mazaroz fut candidat malheureux à Paris à l'élection législative du 5 février 1871 sur une liste républicaine conduite par Edgar Quinet et Louis Blanc, où il figurait notamment en compagnie de Victor Hugo, Gambetta, Rochefort et Clemenceau.
Aux élections législatives de 1876, il présenta une candidature multiple dans trois arrondissements parisiens, les XIe, XIXe et XXe. où il fut battu par Gambetta, Charles Floquet et Allain-Targé.

### Le collectionneur-mécène
Amateur éclairé, Mazaroz entreprit très jeune la constitution d'une collection d'objets d'art, tapisseries, sculptures, faïences anciennes, livres et surtout de tableaux. L'inventaire de sa galerie révéla un ensemble de 518 œuvres très diverses allant des maîtres flamands et italiens jusqu'à l'école espagnole et consacrée à 70 % à l'école française, tant ancienne que moderne. On y trouvait notamment des toiles de Philippe de Champaigne, Nattiers, Coypel, Le Lorrain, Boucher, Fragonard, Greuze, Mme Vigié-Lebrun, Vernet, Delacroix, Couture et Courbet.
Mazaroz, qui avait lié d'amitié avec Gustave Courbet en 1860, était devenu, au fil du temps, un des principaux acheteurs du peintre dont il possédait 59 toiles.
Il exerça aussi son mécénat au profit du musée de sa ville natale auquel il fit don de nombreux dessins, dont quatre toiles de Courbet.

## Œuvres

### Mobilier sculpté
De nombreux exemples de mobilier sculpté par Mazaroz sont encore visibles de nos jours :
- L'ameublement complet du château de Challain-en-Potherie (Mayenne)
- Le mobilier de la préfecture de Versailles (Yvelines) réalisé à l'occasion de la construction de l'édifice en 1867[9].
- La porte d'honneur de l'Hôtel de Ville de Paris ainsi que le mobilier de la salle à manger.
- La bibliothèque en poirier noirci de Tourguénief dans la datcha de l'écrivain à Bougival[10].
- Il existe un album de photographies de meubles sculptés exécutés par Ribaillier Aîné et Paul Mazaroz donné à la Bibliothèque Impériale [11].

### Publications
- Étude sur l'ouvrier des villes, 1862
- La revanche de la France par le travail, les besoins et les intérêts organisés, 1873 (en ligne sur Gallica)
- La profession, base naturel du suffrage universel, 1873
- Les chaînes de l'esclavage moderne, critique des prétendus droits de l'homme de 1791, 1875
- Histoire de la corporation des orfèvres français suivie de la cosmogonie sociale, 1875
- Les sept lumières maçonniques et le suffrage universel syndical, 1875
- Le centenaire de l'esclavage des producteurs français, 1876
- Les familles du travail et des intérêts d'après l’Évangile, 1876
- Pétition au Sénat en faveur de la coopération, de la participation, de l'instruction et de l'éducation professionnelle pour les ouvriers et apprentis, 1876
- L'organisation de la République des travailleurs, 1876
- La Genèse des sociétés modernes, étude économique dédiée aux hommes de science, 1877
- Histoire des corporations françaises d'arts et métiers, 1878 (en ligne sur Gallica)
- Projet d'unification de toutes les dettes ottomanes, 1879
- Conclusion générale sur la destruction du phylloxéra de la vigne, 1879
- Bilan financier de la France dans le cours duquel sont dévoilés les véritables incendiaires de mai 1871, 1880
- Concours Pereire pour l'établissement du socialisme pratique, 1880
- La Franc-Maçonnerie, religion sociale du principe républicain, 1880
- Les deux phases d'organisation de la corporation du meuble sculpté de Paris, 1881
- Causes et conséquences de la grève du faubourg Saint-Antoine, 1882
- Les cabales de la politique et des politiciens laïques et religieux, 1882
- La réforme électorale, moyen pratique pour enrichir la France et les Français, 1883
- Un cri d'alarme à propos de la crise adressé à la Commission des 44, 1884
- Rapport à l'Académie de médecine sur la science magnétique, 1884
- Le socialisme maçonnique, qu'il faut opposer au système social israélite, 1884
- Les lois physiques de la nature expliquées au moyen de la trinité individuelle et ses conséquences sociales, 1885
- L'État social démocratique des paroles du Christ, 1886